# Dianthus elatus
Dianthus elatus là loài thực vật có hoa thuộc họ Cẩm chướng. Loài này được Ledeb. mô tả khoa học đầu tiên năm 1830.